# Секретарська сільська рада (Кривоозерський район)
Секрета́рська сільська́ ра́да — колишній орган місцевого самоврядування у Кривоозерському районі Миколаївської області. Адміністративний центр — село Секретарка.

## Загальні відомості
- Населення ради: 1 422 особи (станом на 2001 рік)

## Населені пункти
Сільській раді підпорядковані населені пункти:
- с. Секретарка

## Склад ради
Рада складається з 16 депутатів та голови.
- Голова ради: Завадський Вячеслав Вячеславович
- Секретар ради: Фесько Людмила Василівна

### Керівний склад попередніх скликань
| Прізвище, ім'я, по батькові      | Основні відомості                                   | Дата обрання | Дата звільнення |
| -------------------------------- | --------------------------------------------------- | ------------ | --------------- |
| Круглик Лідія Петрівна           | Сільський голова, 1959 року народження              | 26.03.2006   | 31.10.2010      |
| Завадський Вячеслав Вячеславович | Сільський голова, 1960 року народження, освіта вища | 31.10.2010   |                 |

Примітка: таблиця складена за даними сайту Верховної Ради України